# Campeonato Sub-17 de la Concacaf
El Campeonato Sub-17 de CONCACAF lo disputan doce selecciones, tres de Norteamérica (Canadá, México y los Estados Unidos), cuatro de Centroamérica y cinco del Caribe.

## Historia
Desde 1983 hasta 1996 CONCACAF realizó sus campeonatos Sub-17 como eventos Sub-16, en un solo país sede, para coronar al campeón de la categoría, pero alteró el formato a partir de 1999, convirtiéndolo en una competencia de dos grupos con el estricto propósito de clasificar a los equipos representantes de CONCACAF en la Copa Mundial de Fútbol Sub-17 de la FIFA. El torneo, que clasifica a cuatro equipos para la Copa Mundial Sub-17, regresó a ser un campeonato en una sola sede en el año 2009, en Tijuana, México.
El número de participantes del torneo es aumentado de ocho a 12 equipos para el evento de 2011, debido a que México fue seleccionado como sede de la Copa Mundial Sub-17 de 2011, su cupo fue reubicado en Centroamérica.

## Historial

### Como campeonato Sub-16
| Año          | Sede              |                | Campeón        | Final Resultado   | Segundo lugar |            | Tercer lugar | Resultado | Cuarto lugar |
| 1983 Detalle | Trinidad y Tobago | Estados Unidos | 0:0 (5:3 pen.) | Trinidad y Tobago | México        | 1:0 (t.e.) | Honduras     |           |              |

- Solo fase de Grupo con el primer lugar siendo el campeón

| Año          | Sede              |                | Campeón | Final Resultado | Segundo lugar |  | Tercer lugar      | Resultado | Cuarto lugar |
| 1985 Detalle | México            | México         |         | Costa Rica      | Canadá        |  | Honduras          |           |              |
| 1987 Detalle | Honduras          | México         |         | Estados Unidos  | Costa Rica    |  | Honduras          |           |              |
| 1988 Detalle | Trinidad y Tobago | Cuba           |         | Estados Unidos  | Canadá        |  | Trinidad y Tobago |           |              |
| 1991 Detalle | Trinidad y Tobago | México         |         | Estados Unidos  | Cuba          |  | Trinidad y Tobago |           |              |
| 1992 Detalle | Cuba              | Estados Unidos |         | México          | Canadá        |  | Cuba              |           |              |
| 1994 Detalle | El Salvador       | Costa Rica     |         | Estados Unidos  | Canadá        |  | México            |           |              |

### Como campeonato Sub-17
- Solo fase de Grupo con el primer lugar siendo el campeón

| Año          | Sede              |        | Campeón | Final Resultado | Segundo lugar |   | Tercer lugar | Resultado | Cuarto lugar |
| 1996 Detalle | Trinidad y Tobago | México | -       | Estados Unidos  | Costa Rica    | - | Canadá       |           |              |

### Como Torneo Sub-17
El formato del torneo cambió entre 1999 y 2007. En los cinco torneos, los mejores ocho equipos de la región fueron divididos en dos grupos de cuatro, siendo cada grupo organizado por un país. Los dos mejores de cada zona clasificaron a la Copa Mundial de Fútbol Sub-17, sin que se llegara a una ronda por el título, por lo que no había un campeón oficial, solo clasificados al Mundial Sub-17.
| Año          |  | Sede Grupo A | Ganador De grupo |  | Sede Grupo B   | Ganador De grupo |  | Otro(s) Calificados                         |
| 1999 Detalle |  | El Salvador  | México           |  | Jamaica        | Jamaica          |  | Estados Unidos                              |
| 2001 Detalle |  | Honduras     | Costa Rica       |  | Estados Unidos | Estados Unidos   |  | Sede del mundial                            |
| 2003 Detalle |  | Canadá       | Costa Rica       |  | Guatemala      | Estados Unidos   |  | México                                      |
| 2005 Detalle |  | Costa Rica   | Estados Unidos   |  | México         | México           |  | Costa Rica                                  |
| 2007 Detalle |  | Honduras     | Haití            |  | Jamaica        | Costa Rica       |  | - Estados Unidos-Honduras-Trinidad y Tobago |

### Regreso a campeonato Sub-17
En 2009 el campeonato se suspendió en su fase final por la epidemia de influenza en México. Los dos primeros de cada grupo clasificaron al mundial.
| Año          | Sede           |                | Campeón        | Resultado      | Subcampeón |                | Tercero        | Resultado | Cuarto |
| 2009 Detalle | México         | México         | -              | Estados Unidos | Honduras   | -              | Costa Rica     |           |        |
| 2011 Detalle | Jamaica        | Estados Unidos | 3:0 (t.e.)     | Canadá         | Panamá     | 1:0            | Jamaica        |           |        |
| 2013 Detalle | Panamá         | México         | 2:1            | Panamá         | Canadá     | 2:2 (4:2 pen.) | Honduras       |           |        |
| 2015 Detalle | Honduras       | México         | 3:0            | Honduras       | Costa Rica | Lig.           | Estados Unidos |           |        |
| 2017 Detalle | Panamá         | México         | 1:1 (5:4 pen.) | Estados Unidos | Costa Rica | Lig.           | Honduras       |           |        |
| 2019 Detalle | Estados Unidos | México         | 2:1 (t.e.)     | Estados Unidos | Haití      | -              | Canadá         |           |        |
| 2023 Detalle | Guatemala      | México         | 3:1            | Estados Unidos | Panamá     | -              | Canadá         |           |        |

### Clasificación de Concacaf para la Copa Mundial de Fútbol Sub-17
Por primera vez, se asignaron ocho plazas clasificatorias a la CONCACAF, luego del aumento a 48 equipos para la fase final del torneo.
| Año                 | Sede                                                                      | | | | | | | |  |
| 2025 Detalle        | Múltiple                                                                  | \| Ganadores de grupo: \| Canadá Costa Rica México Honduras Haití Estados Unidos Panamá El Salvador \| | \| Ganadores de grupo: \| Canadá Costa Rica México Honduras Haití Estados Unidos Panamá El Salvador \| | \| Ganadores de grupo: \| Canadá Costa Rica México Honduras Haití Estados Unidos Panamá El Salvador \| | \| Ganadores de grupo: \| Canadá Costa Rica México Honduras Haití Estados Unidos Panamá El Salvador \| | \| Ganadores de grupo: \| Canadá Costa Rica México Honduras Haití Estados Unidos Panamá El Salvador \| | \| Ganadores de grupo: \| Canadá Costa Rica México Honduras Haití Estados Unidos Panamá El Salvador \| | \| Ganadores de grupo: \| Canadá Costa Rica México Honduras Haití Estados Unidos Panamá El Salvador \| |  |
| Ganadores de grupo: | Canadá Costa Rica México Honduras Haití Estados Unidos Panamá El Salvador | | | | | | | |  |

## Anfitrión por país
Actualizado hasta la edición de 2023.
| País              | Sedes |
| ----------------- | ----- |
| Honduras          | 4     |
| Trinidad y Tobago | 4     |
| Jamaica           | 3     |
| México            | 3     |
| El Salvador       | 2     |
| Estados Unidos    | 2     |
| Guatemala         | 2     |
| Panamá            | 2     |
| Canadá            | 1     |
| Costa Rica        | 1     |
| Cuba              | 3     |

## Palmarés
| Equipo            | Campeón                                                  | Subcampeón                                         | Tercer lugar                     | Cuarto lugar               |
| ----------------- | -------------------------------------------------------- | -------------------------------------------------- | -------------------------------- | -------------------------- |
| México            | 9 (1985, 1987, 1991, 1996, 2013, 2015, 2017, 2019, 2023) | 1 (1992)                                           | 1 (1983)                         | 1 (1994)                   |
| Estados Unidos    | 3 (1983, 1992, 2011)                                     | 8 (1987, 1988, 1991, 1994, 1996, 2017, 2019, 2023) |                                  | 1 (2015)                   |
| Costa Rica        | 1 (1994)                                                 | 1 (1985)                                           | 3 (1987, 1996, 2015)             | 1 (2017)                   |
| Cuba              | 1 (1988)                                                 |                                                    | 1 (1991)                         | 1 (1992)                   |
| Canadá            |                                                          | 1 (2011)                                           | 5 (1985, 1988, 1992, 1994, 2013) | 3 (1996, 2019, 2023)       |
| Honduras          |                                                          | 1 (2015)                                           | 1 (2017)                         | 4 (1983, 1985, 1987, 2013) |
| Panamá            |                                                          | 1 (2013)                                           | 2 (2011, 2023)                   |                            |
| Trinidad y Tobago |                                                          | 1 (1983)                                           |                                  | 2 (1988, 1991)             |
| Haití             |                                                          |                                                    | 1 (2019)                         |                            |
| Jamaica           |                                                          |                                                    |                                  | 1 (2011)                   |

## Estadísticas
La siguiente tabla presenta un resumen estadístico de la participación de los diferentes seleccionados nacionales masculinos sub-17 entre 1983 y 2017.
|       | Equipos               | Resultados | Resultados | Resultados | Resultados | Resultados | Resultados | Resultados | Resultados | Participación | Participación | Participación | Participación | Participación | Participación | Participación | Participación | Participación | Participación | Participación | Participación | Participación | Participación | Participación | Participación | Participación | Participación | Participación |     |
| Part. | Equipos               | Pts.       | PJ         | PG         | PE         | PP         | GF         | GC         | Dif.       | Rnd.          | 83            | 85            | 87            | 88            | 91            | 92            | 94            | 96            | 99            | 01            | 03            | 05            | 07            | 09            | 11            | 13            | 15            | 17            |     |
| ----- | --------------------- | ---------- | ---------- | ---------- | ---------- | ---------- | ---------- | ---------- | ---------- | ------------- | ------------- | ------------- | ------------- | ------------- | ------------- | ------------- | ------------- | ------------- | ------------- | ------------- | ------------- | ------------- | ------------- | ------------- | ------------- | ------------- | ------------- | ------------- | --- |
| 1º    | México                | 16         | 168        | 78         | 58         | 13         | 6          | 241        | 40         | +201          | 71,79%        |               |               |               |               |               |               | 4°            |               | 1°            | 3°            | 3°            | 1°            | 7°            | SS            |               |               |               |     |
| 2º    | Estados Unidos        | 17         | 166        | 81         | 55         | 13         | 10         | 212        | 79         | +133          | 68,31%        |               |               |               |               |               |               |               |               | 3°            | 1°            | 1°            | 2°            | 1°            | SS            |               | 5°            | 4°            |     |
| 3º    | Costa Rica            | 16         | 121        | 68         | 39         | 11         | 18         | 132        | 76         | +56           | 59,31%        |               |               |               | 7°            |               | 5°            |               |               | 5°            | 2°            | 2°            | 3°            | 2°            | SS            | 5°            | 10°           |               |     |
| 4º    | Canadá                | 16         | 100        | 72         | 32         | 13         | 31         | 128        | 86         | +42           | 46,29%        |               |               |               |               | 6°            |               |               | 4°            | 6°            | 4°            | 5°            | 5°            | 6°            | SS            |               |               | 6°            | 7°  |
| 5º    | Honduras              | 17         | 68         | 64         | 20         | 20         | 24         | 86         | 110        | +24           | 35,41%        | 4°            | 4°            | 4°            | 6°            | 7°            | 8°            | 8°            | 9°            | 7°            | 7°            |               | 4°            | 4°            | SS            | 6°            | 4°            |               | 4°  |
| 6º    | Jamaica               | 12         | 53         | 47         | 14         | 14         | 19         | 51         | 68         | -18           | 37,58%        |               |               | 5°            | 5°            | 5°            | 7°            | 6°            |               | 2°            | 8°            | 4°            |               | 8°            |               | 4°            | 8°            | 5°            | 9°  |
| 7º    | Panamá                | 8          | 42         | 33         | 14         | 3          | 16         | 52         | 71         | -19           | 42,42%        |               | 7°            |               |               | 8°            | 9°            | 9°            |               |               |               |               |               |               |               |               |               | 7°            | 5°  |
| 8°    | Trinidad y Tobago     | 13         | 41         | 48         | 13         | 10         | 25         | 48         | 101        | -53           | 28,47%        |               | 6°            | 7°            | 4°            | 4°            |               | 10°           | 6°            | 8°            |               |               |               | 5°            | SS            | 7°            | 7°            | 10°           |     |
| 9º    | Cuba                  | 10         | 35         | 41         | 12         | 11         | 19         | 45         | 72         | -27           | 28,45%        |               |               |               |               |               | 4°            |               |               |               |               | 8°            | 6°            |               | SS            | 9°            | 12°           | 9°            | 6°  |
| 10º   | El Salvador           | 14         | 31         | 44         | 7          | 11         | 26         | 60         | 95         | -35           | 23,48%        | 5°            | 8°            | 6°            | 8°            | 9°            |               | 5°            | 7°            | 4°            | 5°            | 6°            | 7°            | 9°            |               | 8°            |               |               | 12° |
| 11º   | Guatemala             | 10         | 20         | 29         | 5          | 4          | 19         | 27         | 62         | -35           | 22,98%        |               | 9°            |               | 9°            | 11°           | 6°            |               | 5°            |               |               | 7°            |               |               | SS            | 10°           | 6°            | 8°            |     |
| 12º   | Haití                 | 7          | 10         | 20         | 2          | 4          | 14         | 12         | 50         | -38           | 16,66%        |               |               |               |               |               |               |               |               |               | 6°            |               | 8°            | 3°            |               | 11°           | 11°           | 11°           | 10° |
| 13º   | Antillas Neerlandesas | 5          | 6          | 13         | 2          | 2          | 9          | 12         | 45         | -33           | 15,38%        |               | 5°            |               |               | 10°           | 10°           | 11°           | 11°           |               |               |               |               |               |               |               |               |               |     |
| 14°   | Curazao               | 1          | 3          | 3          | 1          | 0          | 2          | 1          | 4          | -3            | 33,33%        |               |               |               |               |               |               |               |               |               |               |               |               |               |               |               |               |               | 8°  |
| 15°   | República Dominicana  | 2          | 3          | 5          | 1          | 0          | 4          | 5          | 9          | -4            | 20,00%        |               |               |               |               |               |               | 7°            | 8°            |               |               |               |               |               |               |               |               |               |     |
| 16°   | Surinam               | 1          | 1          | 3          | 0          | 1          | 2          | 1          | 6          | -5            | 11,11%        |               |               |               |               |               |               |               |               |               |               |               |               |               |               |               |               |               | 11° |
| 17°   | Barbados              | 2          | 1          | 4          | 0          | 1          | 1          | 3          | 14         | -11           | 8,33%         |               |               |               |               |               |               |               |               |               |               |               |               |               |               | 12°           | 9°            |               |     |
| 18°   | Santa Lucía           | 2          | 1          | 8          | 0          | 1          | 7          | 5          | 35         | -30           | 4,16%         |               |               |               | 10°           |               |               |               |               |               |               |               |               |               |               |               |               | 12°           |     |
| 19°   | Aruba                 | 1          | 0          | 3          | 0          | 0          | 3          | 1          | 27         | -26           | 0%            |               |               |               |               |               | 12°           |               |               |               |               |               |               |               |               |               |               |               |     |
| 20°   | Bermudas              | 1          | 0          | 2          | 0          | 0          | 2          | 1          | 13         | -12           | 0%            |               |               |               |               |               |               |               | 12°           |               |               |               |               |               |               |               |               |               |     |
| 21°   | Islas Caimán          | 1          | 0          | 3          | 0          | 0          | 3          | 0          | 18         | -18           | 0%            |               |               |               |               |               | 11°           |               |               |               |               |               |               |               |               |               |               |               |     |
| 22°   | Martinica             | 1          | 0          | 2          | 0          | 0          | 2          | 0          | 10         | -10           | 0%            |               |               |               |               |               |               |               | 10°           |               |               |               |               |               |               |               |               |               |     |
| 23°   | Nicaragua             | 1          | 0          | 3          | 0          | 0          | 3          | 3          | 15         | -12           | 0%            |               |               |               |               |               |               | 12°           |               |               |               |               |               |               |               |               |               |               |     |
| 24°   | Puerto Rico           | 2          | 0          | 5          | 0          | 0          | 5          | 0          | 21         | -21           | 0%            | 6°            |               |               |               | 12°           |               |               |               |               |               |               |               |               |               |               |               |               |     |

- "SS" - torneo suspendido por la epidemia de influenza en México.
- Entre las ediciones de 1999 - 2007 el torneo se desarrolló en diferentes sedes por dos grupos, no hubo ganador como tal. Pero por los números obtenidos por cada selección se obtuvo su lugar en dicho torneo.

## Clasificación a la Copa Mundial sub-17 por país
| País              | N.º | Mundiales |
| ----------------- | --- | --- |
| Estados Unidos    | 19  | 1985, 1987, 1989, 1991, 1993, 1995, 1997, 1999, 2001, 2003, 2005, 2007, 2009, 2011, 2015, 2017, 2019, 2023, 2025 |
| México            | 16  | 1985, 1987, 1991, 1993, 1997, 1999, 2003, 2005, 2009, 2011, 2013, 2015, 2017, 2019, 2023, 2025                   |
| Costa Rica        | 11  | 1985, 1995, 1997, 2001, 2003, 2005, 2007, 2009, 2015, 2017, 2025                                                 |
| Canadá            | 9   | 1987, 1989, 1993, 1995, 2011, 2013, 2019, 2023, 2025                                                             |
| Honduras          | 6   | 2007, 2009, 2013, 2015, 2017, 2025                                                                               |
| Panamá            | 4   | 2011, 2013, 2023, 2025                                                                                           |
| Cuba              | 2   | 1989, 1991 |
| Jamaica           | 2   | 1999, 2011 |
| Trinidad y Tobago | 2   | 2001, 2007 |
| Haití             | 3   | 2007, 2019, 2025                                                                                                 |
| El Salvador       | 1   | 2025 |